# Edouard Aidans

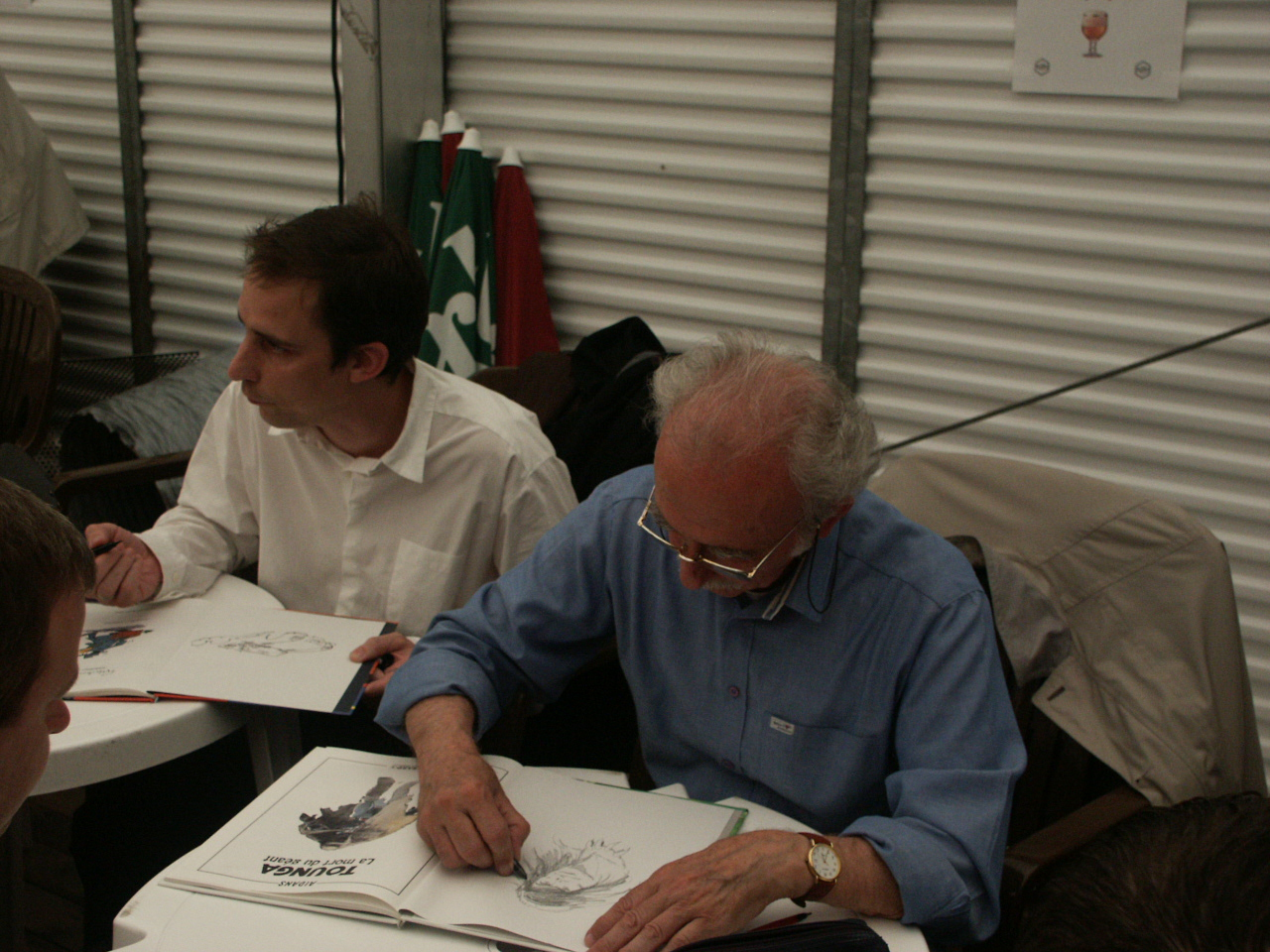
Edouard Aidans (rechts, 1995)

Edouard Aidans (* 13. August 1930 in Andenne; † 6. September 2018 in Gesves) war ein belgischer Comiczeichner.

## Werdegang
Der gelernte Photolaborant, der sein Zeichentalent bereits als Jugendlicher durch das Abzeichnen von Walt-Disney-Aufklebern auf Schokoladenverpackungen geschult hatte, bildete sich in Abendkursen an der Akademie der schönen Künste in Brüssel fort. Im Jahr 1955 durfte er für das Spirou-Magazin einige Episoden von Les belles histoires de l’Oncle Paul (deutsch „Onkel Paul“ Kauka/„Onkel Jo erzählt“ Bastei) illustrieren, einer von Jean-Michel Charlier konzipierten Serie, an der sich regelmäßig die jungen Nachwuchszeichner des Magazins bewähren durften (andere Zeichner der Serie sind beispielsweise Hermann, Jean Graton oder Albert Uderzo).
Im Jahr 1956 wechselte er zu Tintin, wo er unter dem Pseudonym Joke ebenfalls vierseitige vollständige Erzählungen über historische Persönlichkeiten lieferte, die konzeptionell an l’Oncle Paul angelehnt sind. Nach der Veröffentlichung seiner ersten längeren Erzählung Le dossier vert (Szenario: André-Paul Duchâteau) entwickelte er sich in der Folgezeit zu einem für das Tintin-Magazin prägenden Zeichner, unter anderem, weil die von ihm gestaltete Spieleseite mit Bob Binn zu einem regelmäßigen Beitrag in beinahe jeder Ausgabe wurde. Daneben zeichnete er auch die von Duchâteau getexteten Erzählungen der Bob-Binn-Reihe.
Im Jahr 1961 schuf er ebenfalls für Tintin seine vielleicht bekannteste Serie Tounga (deutsch „Tunga“), um die Abenteuer eines Kriegers, der in der Wildnis der Urzeit gegen feindliche Stämme oder wilde Tiere ums Überleben kämpft.
Mit Marc Franval (deutsch „Sven Janssen“) folgte im Jahr 1963 eine klassische Abenteuerserie, für die anfangs Jacques Acar, später Yves Duval die Texte schrieb. Im Jahr 1971 hob er gemeinsam mit Greg die Serie Les Panthères aus der Taufe. Vier Jahre später kreierte er für Gregs kurzlebiges Magazin Achilles Talon Gour le Ba-Lourh, einen One Shot, der die Thematik der Tunga-Reihe (Urzeit) humorvoll variierte.
Für das Magazin Super-As stellte er mit Jean van Hamme im Jahr 1979 die Abenteuer-Reihe Tony Stark vor. Vor historischem Hintergrund ist die ab 1986 für Dargaud verwirklichte Reihe Toile et la dague angesiedelt, die nach Szenarios von Jean Dufaux entstand.
Im Jahr 1992 übernahm er die Nachfolge von Dany als Zeichner von Bernard Prince (deutsch „Andy Morgan“), nachdem Greg sich entscheiden hatte, die Reihe nach längerer Pause fortzusetzen. Im Jahr 1995 betrat er mit der humorvollen Soft-Erotik-Serie Les Saintes nitouches, für die er zeitweilig das Pseudonym Hardan verwendete, thematisches Neuland.
2003 und 2004 veröffentlichte der Verlag Loup in zwei Bänden mehrere frühe Kurzgeschichten Aidans’ aus Tintin in der Reihe Les Meilleurs récits de…

## Werke
- 1955: Onkel Paul
- 1960: Bob Binn
- 1961: Tunga
- 1963: Sven Janssen
- 1965: Alex Vainclair
- 1971: Les Panthères
- 1975: Brik Brak
- 1975: Tony Stark
- 1976: Gourh le Ba-Lourh
- 1977: Annie Cordy
- 1986: La toile et la dague
- 1990: Arkan
- 1992: Andy Morgan
- 1995: Girls & Gags
- 2007: Justine